# Annie Famose
Annie Famose (* 16. Juni 1944 in Jurançon, Département Pyrénées-Atlantiques) ist eine ehemalige französische Skirennläuferin.

## Biografie
Ihren größten Erfolg konnte sie bei den Skiweltmeisterschaften 1966 in Portillo feiern, als sie Weltmeisterin im Slalom wurde. Darüber hinaus gewann sie (jeweils hinter Marielle Goitschel) zweimal eine Silbermedaille, in der Abfahrt und in der Kombination. Die Silbermedaille in der Abfahrt bekam sie allerdings erst später nachgereicht, denn vorerst schien sie am Bronzerang auf und rückte im Klassement erst durch die Beschlüsse der FIS nach, als sich herausstellte, dass Erika Schinegger ein Mann ist.
Bei den Olympischen Winterspielen 1968 in Grenoble wurde sie im Riesenslalom Zweite hinter Nancy Greene. Ihr Rückstand von 2,64 Sekunden ist der größte, der jemals bei einem Olympia- oder Weltmeisterschaftsrennen gemessen wurde. Im Slalom gewann sie die Bronzemedaille hinter Marielle Goitschel und Nancy Greene. In der Abfahrt erreichte sie den fünften Platz. Vier Jahre später bei den Olympischen Winterspielen 1972 in Sapporo fuhr sie in der Abfahrt am 5. Februar auf den achten Platz. Einige Tage später, am 9. Februar, wurde sie von der FIS vorläufig gesperrt, weil sie für Radio Television Luxembourg Kommentare abgegeben hatte, die kommerziell verwertet wurden.
Im Skiweltcup war sie ebenfalls erfolgreich. In der Saison 1967 gewann sie den Slalom-Weltcup, musste diesen Erfolg aber mit der punktegleichen Marielle Goitschel teilen. Zwei Weltcup-Rennen konnte sie für sich entscheiden – am 10. Januar 1967 den Slalom der SDS-Rennen in Grindelwald und am 26. Januar 1967 den Slalom von Saint-Gervais-les-Bains. Außerdem wurde sie elfmal Zweite und neunmal Dritte. Bei den Französischen Meisterschaften gewann sie von 1962 bis 1965 sechs Titel. Außerdem holte sie sich in Val-d’Isère am 17. Dezember 1966 den Sieg im Riesenslalom; dank zusätzlich Rang zwei im Slalom vom 15. Dezember ging auch der Kombinationssieg an sie. Darüber hinaus wurde sie am 25. Januar 1969 Siegerin der Kombination in Saint-Gervais-les-Bains und am 9. Januar 1970 jener von Grindelwald (beide zählten nicht zum Weltcup).
Am 30. Januar 1969 erlitt sie beim „Non-Stop-Training“ zum Arlberg-Kandahar-Rennen in St. Anton am Arlberg einen Wadenbeinbruch und einen Riss der Achillessehne im linken Bein, die ein Karriereende befürchten ließen. Sie führte zu dem damaligen Zeitpunkt die Weltcupwertung mit 101 Punkten an, vor Gertrud Gabl (90 Punkte).
Nach der Saison 1972 beendete Famose ihre sportliche Karriere. Heute ist sie eine erfolgreiche Geschäftsfrau und besitzt mehrere Sportgeschäfte und Restaurants sowie ein Kinderferiendorf in der Skistation Avoriaz im Département Haute-Savoie. Sie wurde 1968 als „Chevalier de la Légion d’honneur“ und 2010 als „Officier de la Légion d’honneur“ geehrt.

## Erfolge

### Olympische Spiele (auch WM)
- Innsbruck 1964: 5. Riesenslalom, 9. Abfahrt
- Grenoble 1968: 2. Riesenslalom, 3. Slalom, 5. Abfahrt
- Sapporo 1972: 8. Abfahrt

### Weltmeisterschaften
- Portillo 1966: 1. Slalom, 2. Abfahrt, 2. Kombination, 5. Riesenslalom

### Weltcupwertungen
Annie Famose gewann einmal die Disziplinenwertung im Slalom.
| Saison  | Gesamt | Gesamt | Abfahrt | Abfahrt | Riesenslalom | Riesenslalom | Slalom | Slalom |
| Saison  | Platz  | Punkte | Platz   | Punkte  | Platz        | Punkte       | Platz  | Punkte |
| ------- | ------ | ------ | ------- | ------- | ------------ | ------------ | ------ | ------ |
| 1967    | 3.     | 158    | 5.      | 38      | 3.           | 50           | 1.     | 70     |
| 1968    | 6.     | 123    | 5.      | 48      | 7.           | 32           | 8.     | 43     |
| 1968/69 | 6.     | 101    | 4.      | 35      | 15.          | 15           | 4.     | 51     |
| 1969/70 | 10.    | 81     | 2.      | 48      | –            | –            | 12.    | 33     |
| 1970/71 | 15.    | 45     | 7.      | 29      | 19.          | 6            | 19.    | 10     |
| 1971/72 | 31.    | 8      | 21.     | 2       | –            | –            | 18.    | 6      |

### Weltcupsiege
Famose errang insgesamt 24 Podestplätze, davon 2 Siege:
| Datum           | Ort                     | Land       | Disziplin |
| --------------- | ----------------------- | ---------- | --------- |
| 10. Januar 1967 | Grindelwald             | Schweiz    | Slalom    |
| 26. Januar 1967 | Saint-Gervais-les-Bains | Frankreich | Slalom    |

## Weitere wichtige Erfolge
- Vorolympische Bewerbe im Februar 1971 in Sapporo: Sieg in der Abfahrt am 8., im Riesenslalom am 11. und Rang 2 im Slalom am 13.[6][7][8]